# Donell Taylor
Quence Donell Taylor II (Washington, 26 luglio 1982) è un ex cestista statunitense, fratello gemello di Ronell Taylor.

## Carriera
Dal 2011 milita nella Trenkwalder Reggio Emilia, con cui ha conquistato la promozione in Serie A a suon di canestri pesanti. L'anno successivo la Reggiana raggiunse i playoff scudetto (nonostante fosse una neopromossa) anche grazie alla favolosa stagione di Donell che vinse la classifica marcatori della Serie A 2012-2013.
Il 22 luglio 2013 viene ingaggiato dalla Reyer Venezia Mestre.
Il 9 settembre 2016 viene ingaggiato dalla polisportiva Agropoli, compagine militante nel girone ovest della serie A2 Citroën.